# Gorbatowka (Kaliningrad)
Gorbatowka (russisch Горбатовка, deutsch Nortycken) ist ein Ort in der russischen Oblast Kaliningrad. Er gehört zur kommunalen Selbstverwaltungseinheit Stadtkreis Selenogradsk im Rajon Selenogradsk.

## Geographische Lage
Gorbatowka liegt südlich von Swetlogorsk (Rauschen), 32 Kilometer nordwestlich der Oblasthauptstadt Kaliningrad (Königsberg) im Straßendreieck der Fernstraße A 192 (frühere deutsche Reichsstraße 143) und der Nebenstraße von Salskoje (Sankt Lorenz) nach Kljukwennoje (Klycken). Die nächste Bahnstation ist Swetlogorsk 1 (bis 1945 Rauschen Ort) an der Bahnstrecke Kaliningrad–Swetlogorsk, der früheren Samlandbahn.

## Geschichte
Das einstige Nortycken, das im Jahre 1405 gegründet wurde, bestand vor 1945 aus drei kleineren Höfen. Im Jahre 1874 wurde der Ort Teil des neu errichteten Amtsbezirks Sankt Lorenz (heute russisch: Salskoje), der zum Landkreis Fischhausen (1939 bis 1945 Landkreis Samland) im Regierungsbezirk Königsberg der preußischen Provinz Ostpreußen gehörte.
Im Jahre 1910 zählte Nortycken 137 Einwohner. Bereits ein Jahr später verlor das Dorf seine Eigenständigkeit und wurde nach Sankt Lorenz eingemeindet.
In Folge des Zweiten Weltkrieges kam Nortycken mit dem gesamten nördlichen Ostpreußen zur Sowjetunion. Im Jahr 1947 erhielt der Ort wieder eigenständig die russische Bezeichnung „Gorbatowka“ und wurde gleichzeitig dem Dorfsowjet Schatrowski selski Sowet im Rajon Primorsk zugeordnet. Später gelangte der Ort in den Romanowski selski Sowet. Von 2005 bis 2015 gehörte Gorbatowka zur Landgemeinde Koworowskoje selskoje posselenije und seither zum Stadtkreis Selenogradsk.

## Kirche
Mit seiner fast ausnahmslos evangelischen Bevölkerung war Nortycken vor 1945 in das Kirchspiel der Pfarrkirche in Sankt Lorenz (heute russisch: Salskoje) eingegliedert. Es lag im Kirchenkreis Fischhausen (Primorsk) in der Kirchenprovinz Ostpreußen der Kirche der Altpreußischen Union. Heute liegt Gorbatowka im Einzugsbereich der neu entstandenen evangelisch-lutherischen Gemeinden in Selenogradsk (Cranz) bzw. der Auferstehungskirche in Kaliningrad (Königsberg), beide innerhalb der Propstei Kaliningrad der Evangelisch-lutherischen Kirche Europäisches Russland.